# 1689 Floris-Jan
Az 1689 Floris-Jan (ideiglenes jelöléssel 1930 SO) a Naprendszer kisbolygóövében található aszteroida. Hendrik van Gent fedezte fel 1930. szeptember 16-án, Johannesburgban.